# Восточноазиатская мышь
Восточноазиатская мышь (лат. Apodemus peninsulae) — грызун рода полевых мышей (лат. Apodemus).

## Внешний вид и строение
Максимальная масса 50 г. Длина туловища без хвоста — 7,2—12,5 см, длина хвоста — 6,7—11,6 см. Шерсть на спине охристо-рыжевато-бурая, на животе — грязно-белая.

## Распространение и места обитания
Населяет юг Сибири и Дальнего Востока, северную часть Монголии, Северо-Восточный и Восточный Китай, Корею. Обитает в лесах.

## Образ жизни
Живут в  норах, вырытых под пнями или поваленными стволами деревьев. Гнездовая камера располагается на глубине 25—45 см.
Активны ночью и в сумерках.

## Размножение
Сезон размножения приходится на тёплое время года. За это время самка производит на свет 1—3 помёта, по 2—10 детенышей в каждом.

## Питание
Кормятся в основном семенами. Весной и в начале лета едят много зелёных частей растений, ягод и насекомых.

## Значение для человека
Носители ряда опасных заболеваний: клещевого энцефалита, бруцеллёза, туляремии и так далее.